# Come il suono dei passi sulla neve
Come il Suono dei Passi sulla Neve, uscito nel 2012, è il quarto album di Zibba e Almalibre; Registrato nel forno della biblioteca "la fornace" di Moie (AN) da Stefano Cecchi. Mixato e masterizzato da Stefano Cecchi alla Prestige recording room di Uscio (GE).
Nell'album, che vede due cambi nella formazione rispetto al precedente, alla chitarra Stefano Ronchi sostituisce Daniele Franchi e Stefano Cecchi sostituisce Lucas Bellotti al basso. Come nel precedente ci sono numerose collaborazioni con artisti, tra i quali Roy Paci che compare in Nancy primo singolo estratto dove oltre suonare la tromba ha diretto l'arrangiamento dei fiati, Eugenio Finardi che duetta in Asti Est, Vittorio De Scalzi che canta e ha aiutato alla stesura del testo in genovese in O Mæ Mâ. Ci sono anche 5 brevi tracce (la 1,8,10,14.16) in cui vengono lette delle poesie.
L'album è vincitore della Targa Tenco 2012 nella categoria "Album dell'anno".

## Tracce
1. Enzo Paci, Martino Rebowski (Testo di Matteo Monforte) – 0:31
2. Nancy  - 3:17
  - Roy Paci- Tromba, Flicorno, arrangiamento e direzione fiati, Gianluca Ria - Trombone, Alberto Pozzo Tebani - Elettroniche
3. Come il Suono dei Passi sulla Neve  - 04:11
  - Alberto Pozzo Tebani - Elettroniche
4. Asti Est - 03:41
  - Alberto Pozzo Tebani - Elettroniche, Eugenio Finardi - Voce
5. Sei Metri sotto la Città -03:25
6. Prima di Partire - 05:32
  - Carlot-ta - Voce, Alberto Onofrietti - Recitato, Alberto Pozzo Tebani - Elettroniche
7. Aria di Levante - 03:57
8. Gianluca Fubelli, La Musica lo sa - 00:22
9. Almeno il Tempo - 03:01
  - Alberto Pozzo Tebani - Elettroniche
10. Adolfo Margiotta, Essere il Mare (di Lorenzo Licalzi) - 00:41
11. O Mæ Mâ - 03.50
  - Vittorio De Scalzi - Voce, Nicola Calcagno - Bouzouki)
12. Anche di Lunedì - 02:49
13. Dove i Sognatori son Librai - 05:26
  - Giovanni Ricciardi - Violoncello, Alberto Pozzo Tebani - Elettroniche
14. Silvia Giulia Mendola, Poesia d'Amore  - 00:43
15. Salva - 05:23
  - Alberto Pozzo Tebani > Elettroniche
16. Come il Suono dei passi sulla Neve (di Adolfo Margiotta) - 01:17

## Formazione
- Zibba - voce, chitarra
- Andrea Balestrieri - batteria
- Fabio Biale - violino
- Stefano Ronchi - chitarre
- Stefano Cecchi - basso
- Stefano Riggi - sassofono, tastiere